# Anna Katharina Kränzlein

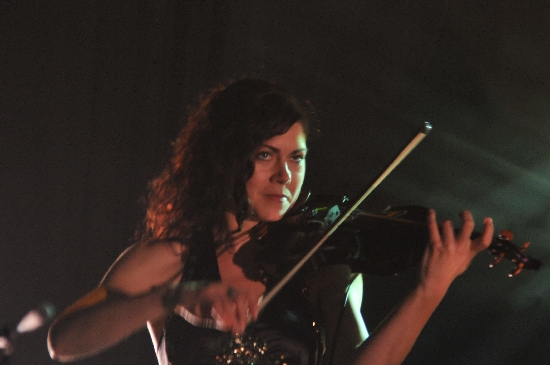
Anna Katharina Kränzlein (2011)

Anna Katharina Kränzlein (* 7. November 1980 in Fürstenfeldbruck) ist eine deutsche Geigerin. Bekannt ist sie vor allem für ihre schnelle und abwechslungsreiche Spieltechnik. Sie ist das jüngste Gründungsmitglied der 1998 gegründeten Band Schandmaul, der sie bis 2017 angehörte.

## Leben
Anna Kränzlein verbrachte ihre Jugend in Puchheim. Mit fünf Jahren erlernte sie autodidaktisch Blockflöte und in den folgenden zehn Jahren zusätzlich Sopran-, Alt- und Querflöte, womit sie zweimal bei Jugend musiziert auf Landesebene 1. Preise errang.
Mit acht Jahren bekam sie ihren ersten Geigenunterricht bei Simone Burger-Michielsen, die bei ihr die Liebe zur klassischen Musik entfachte. Ab dem 12. Lebensjahr spielte Anna beim neu gegründeten Puchheimer Jugendkammerorchester (PJKO), ab 1997 war sie Konzertmeisterin unter Peter Michielsen, der auch lange Zeit ihr Geigenlehrer war. Es folgten Konzertreisen mit diesem Orchester und dem deutschen Jugendorchester nach Ungarn, Italien, Dänemark, Belgien, Holland und Japan. Später spielte sie auch im Bayerischen Landesjugendorchester Geige und Bratsche.
Acht Mal gewann sie Preise bis zur Bundesebene beim Wettbewerb Jugend musiziert, in Geige solo und Ensemblewertung. Im Alter von 14 Jahren lernte sie noch Klavier, eine  Voraussetzung für ein Geigenstudium.
Nachdem sie 1997 bei der Rockband Weto live mitgewirkt hatte, kam es im Sommer 1998 zum ersten Zusammentreffen ihrer Band Schandmaul, der auch zwei Weto-Musiker angehörten. Ursprünglich war das Projekt nur für ein Konzert geplant, doch die große Nachfrage nach einer CD in der ausverkauften Hexe in Gröbenzell ließ sie weitermachen. Ihre Tonträger verkauften sich über 400.000 Mal. Ihr vorletztes Album Unendlich erhielt eine Goldene Schallplatte. Das letzte Album LeuchtFeuer landete 2016 auf Platz 1 der Charts. Ihre Touren führten die Band durch ausverkaufte Hallen in Deutschland, Österreich, Schweiz, den Beneluxländern und Russland.
Zur Drehleier kam Anna 2000, als sie den Drehleierbauer Karl Riedl kennenlernte und bei ihm für ihren Musikleistungskurs eine Drehleier baute. Seit dem zweiten Schandmaul-Album spielt sie Drehleier, seit dem vierten Album ist sie am Song- und Textwriting beteiligt und beim fünften Album spielte sie auch zum ersten Mal Bratschenparts ein.
1998 bis 2000 war Anna Kränzlein Jungstudentin für Geige am Münchner Konservatorium bei Urs Stieler. 2001 wechselte sie an die Musikhochschule Saarbrücken zu Ulrike Dierick. Sie spielte aber im Hochschulorchester unter Max Pommer und dem Violinisten Maxim Vengerov. 2003 studierte Anna Kränzlein in der Klasse von Max Speermann an der Hochschule für Musik Würzburg, wo sie mit Bestnote im Frühjahr 2006 abschließen konnte und ihr Geigendiplom erwarb. Seit 2001 nimmt sie außerdem Gesangsunterricht (Klassik und Jazz).
Am 27. April 2007 veröffentlichte sie das Album Neuland, das erste ihres klassischen Soloprojekts Anna Katharina. Es handelt sich hierbei um fünf klassische und vier eigene Stücke, die mit Geige, Bratsche und auf manchen Liedern auch mit Drehleier eingespielt wurden. Auf zwei Liedern ist Kränzlein erstmals auch als klassische Sängerin zu hören. Mitbeteiligt am Album, das nicht nur klassische, sondern auch Jazz-, Funk- und Rockelemente enthält, sind außerdem Matthias Richter (Bassist bei Schandmaul und Weto) am Bass und Curt Cress (Tina Turner, Falco, Queen) am Schlagzeug.
Von 2008 bis 2010 war sie mit Michael Ende (Letzte Instanz) am Bass und Specki T.D. (Letzte Instanz und In Extremo) am Schlagzeug live unterwegs. Mit ihrer Band und Günther Gebauer als Produzenten brachte sie am 16. Oktober 2009 ihr zweites Album Saitensprung heraus. Im September 2009 stand sie mit Wolfgang Ambros bei dessen Kultmusical Der Watzmann, aufgeführt im Münchner Circus Krone, auf der Bühne. Seitdem begleitet sie ihn des Öfteren auch bei Ambros pur. Mit Pippo Pollina ging sie 2010 ebenfalls live auf Europatournee, unter anderem nach Lugano, München und Paris.
Im Sommer 2010 kam Leonhard Schwarz als neuer Schlagzeuger und Perkussionist zu Anna Katharina. Bereits 2011 verließ Schwarz die Band wieder. Seitdem war Philipp Renz neuer Schlagzeuger bei Anna Katharina & Band. Am 19. Oktober 2012 veröffentlichte Anna Katharina Kränzlein ihr drittes Studioalbum Dreiklang. Auf diesem Album ist sie das erste Mal am Klavier zu hören. Seit Veröffentlichung des Schandmaul-Albums „Unendlich“ am 24. Januar 2014 kann man Anna Katharina Kränzlein auch am Cello hören.
Nachdem die Band in Anna Katharina Trio umbenannt worden war, verließ auch Philipp Renz die Band. Seit Januar 2017 ist Andy Horst (Letzte Instanz) Schlagzeuger der Band. Horst hatte Renz schon im Jahr 2013 bei zwei Konzerten vertreten.
Bereits im Jahr 2016 hatte Anna Katharina Kränzlein zusammen mit Florian Ganslmeier (Dudelsack, Pfeifen, Flöten und Perkussion) sowie Jürgen Kampik (Gitarren, Cigar-Box-Gitarre, Ukulele, Perkussion und Gesang) das Trio Auszeit gegründet. Anna Katharina spielt in diesem Trio Geige, Drehleier, Flöte, Perkussion sowie Bodhran und singt.
Im Jahr 2017 gründete sie zusammen mit dem Liedermacher Florian Ernst Kirner das Musikprojekt Rebellische Saiten. Nach einem letzten gemeinsamen Auftritt beim Feuertal Festival am 26. August 2017 verließ sie Schandmaul. Sie wirkt derzeit an der Apassionata-Show EQUILA im Showpalast München mit, die im November 2017 Premiere feierte. 2019 entstand mit Florian Ernst Kirner das Bandprojekt Prinzessin & Rebell, ihre erste Single „Der Pfahl“ erschien im August 2019 auf Konstantin Weckers Label Sturm & Klang.

## Familie
Ihr Vater ist der SPD-Politiker Herbert Kränzlein; dieser war von 1988 bis 2012 in Puchheim erster Bürgermeister und saß von 2013 bis 2018 im Bayerischen Landtag. Ihre Mutter Eva Maria Kränzlein ist freischaffende bildende Künstlerin in Eichenau. Anna Katharina Kränzlein ist verheiratet, hat zwei Kinder und lebt im Bayerischen Wald.

## Diskografie

### Soloalben
- 2007: Neuland (F.A.M.E. Artist Recordings, edel Distribution)
- 2009: Saitensprung (F.A.M.E. Artist Recordings, edel Distribution)
- 2012: Dreiklang (F.A.M.E. Artist Recordings, Sony Distribution)

### Mit Rebellische Saiten

#### Videos
- 2017: ...dass man sich wärmt in der Nacht
- 2017: Alte Häuser
- 2017: Madiba Mandela
- 2017: Das Baumlied
- 2017: Retten und Lieben (Die Toten kommen)
- 2017: G'stanzl – Live in Themar
- 2017: „Alte Häuser“ im Sturm – Live in Themar
- 2017: *We shall overcome* im Sturm – Live in Themar
- 2017: Die Toten kommen (Retten und Lieben)

### Mit Schandmaul (Auszug)
- 1998: Wahre Helden (Eigenvertrieb, 2003 Neuveröffentlichung von F.A.M.E. Artist Recordings)
- 2000: Von Spitzbuben und anderen Halunken (Eigenvertrieb, 2001 Remix von F.A.M.E. Artist Recordings)
- 2002: Narrenkönig (F.A.M.E. Artist Recordings)
- 2003: Hexenkessel (Live-CD und -DVD) (F.A.M.E. Artist Recordings)
- 2004: Wie Pech & Schwefel (F.A.M.E. Artist Recordings)
- 2004: Kunststück (Live-CD und -DVD) (F.A.M.E. Artist Recordings, edel Distribution)
- 2005: Bin Unterwegs (mit Orchester) (Single) (F.A.M.E. Artist Recordings, edel Distribution)
- 2006: Picture Vinyl (Vinyl)[3]
- 2006: Kein Weg zu Weit (Single) (F.A.M.E. Artist Recordings, edel Distribution)
- 2006: Mit Leib und Seele (F.A.M.E. Artist Recordings, edel Distribution)
- 2008: Anderswelt (F.A.M.E. Artist Recordings, edel Distribution)
- 2008: Sinnbilder (DVD; Porträt-Film + Live-Konzert vom Wacken Open Air 2007) (F.A.M.E. Artist Recordings, edel Distribution)
- 2009: Sinnfonie (Live-CD und -DVD + Porträt-Film + Live-Konzert vom Wacken Open Air 2007 + Andersvolk – Der Fan Film) (F.A.M.E. Artist Recordings, edel Distribution)
- 2010: Hexeneinmaleins (Online-Single)
- 2011: Traumtänzer (F.A.M.E. Artist Recordings, Sony Distribution)
- 2013: So weit, so gut (Best-of-CD) (F.A.M.E. Artist Recordings, Sony Distribution)
- 2014: Euch zum Geleit (Single) (Vertigo/Capitol, Universal)
- 2014: Unendlich (Vertigo/Capitol, Universal)
- 2014: Schandmäulchens Abenteuer (Kinder- und Liederbuch mit Hörspiel- und Lieder-CD, Vertigo/Capitol, Universal)
- 2015: Unendlich (Re-Edition) (Vertigo/Capitol, Universal)
- 2016: LeuchtFeuer (Vertigo/Capitol, Universal)

### Als Gastmusikerin
- 1997: Weto – Tatort Bühne (Eigenvertrieb)
- 2005: Tanzwut – Immer noch wach (feat. Schandmaul), single (Pica Music)
- 2006: Tanzwut – Schattenreiter (Pica Music)
- 2008: Letzte Instanz – Die weiße Reise: Live In Dresden (Drakkar)
- 2008: Letzte Instanz – Weißgold (Live-Doppel-DVD, enthält auch Ausschnitte vom Anna Katharina-Konzert) (Sony Music)
- 2008: Sava – Metamorphosis (Banshee Records/KOM 4 Medien, Alive (Vertrieb))
- 2008: Albi's Corner – Off the Hook (Eigenvertrieb)
- 2011: Wiener Satz – Die Geschichte einer Liebe (Zirkus Records/Cosmix Media)
- 2017: Krayenzeit – Am Leben (Video) (Oblivion/SPV)